# اچ‌دی ۲۳۵۹۶
اچ‌دی ۲۳۵۹۶ یک ستاره است که در صورت فلکی برساوش قرار دارد.